# Svarthuvad trut
Svarthuvad trut (Ichthyaetus ichthyaetus) är en stor trut som häckar i kolonier vid sötvattensbiotoper i Asien och övervintrar vid kusterna av östra Medelhavsområdet, Arabiska halvön och Indien. 

## Utseende och läte

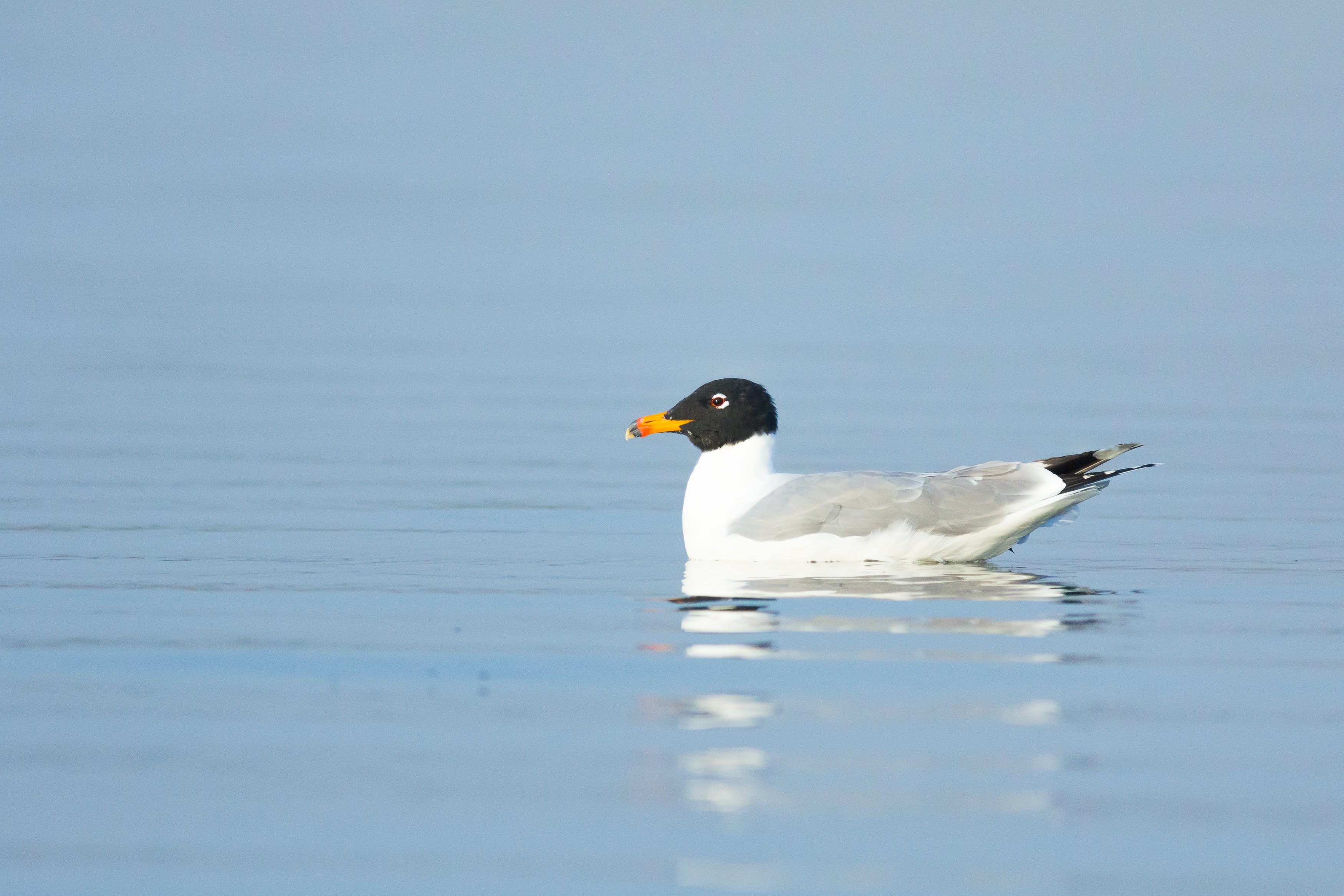
Adult svarthuvad trut i häckningsdräkt.

Svarthuvad trut är en stor trut, som med en längd på 58–65 cm och ett vingspann på 1,4–1,6 m nästan är lika stor som havstruten. Adulta fåglar i sommardräkt är omisskännliga, då ingen annan trut av denna storlek har helsvart huvud. I övrigt har den grå vingovansida och rygg, med mycket vitt på den i övrigt svarta vingspetsen, och vit undersida. Den har gula ben och röd näbb.
I alla andra dräkter har den en mörk mask bakom ögat som antyder den adulta svarta huvan. Den har en snabb dräktutveckling i jämförelse med många andra stora trutar och juvenilen anlägger en jämngrå rygg redan under första vintern. I denna dräkt uppvisar den även ett knivskarpt svart, ganska brett ändband på den vita stjärten. I andra vinterdräkt är även ovansidan av vingarna övervägande jämnt grå och det svarta stjärtbandet är nästan borta. Det tar fyra år innan den anlägger adult fjäderdräkt. Dess läte är ett djupt skrikande aargh.

## Utbredning
Arten är en flyttfågel som häckar från södra Ryssland till Mongoliet. Den övervintrar vid kusten i östra Medelhavsområdet, på Arabiska halvön och i Indien. Många av de subadulta trutarna stannar kvar i vinterkvarteren över sommaren.
Den förekommer mycket sällsynt i västra Europa och har bland annat observerats i Belgien, Danmark, Norge, Frankrike och Portugal. Efter en genomgång av rapporterna av observationer i Storbritannien kvarstod bara en accepterad observation av arten, vilket skedde 1859. Den har även observerats i Somalia, Uganda, Maldiverna och Hongkong.

### Svarthuvad trut i Sverige
I Sverige har arten endast observerats vid fem tillfällen, första gången på Gotland i juli 2008.

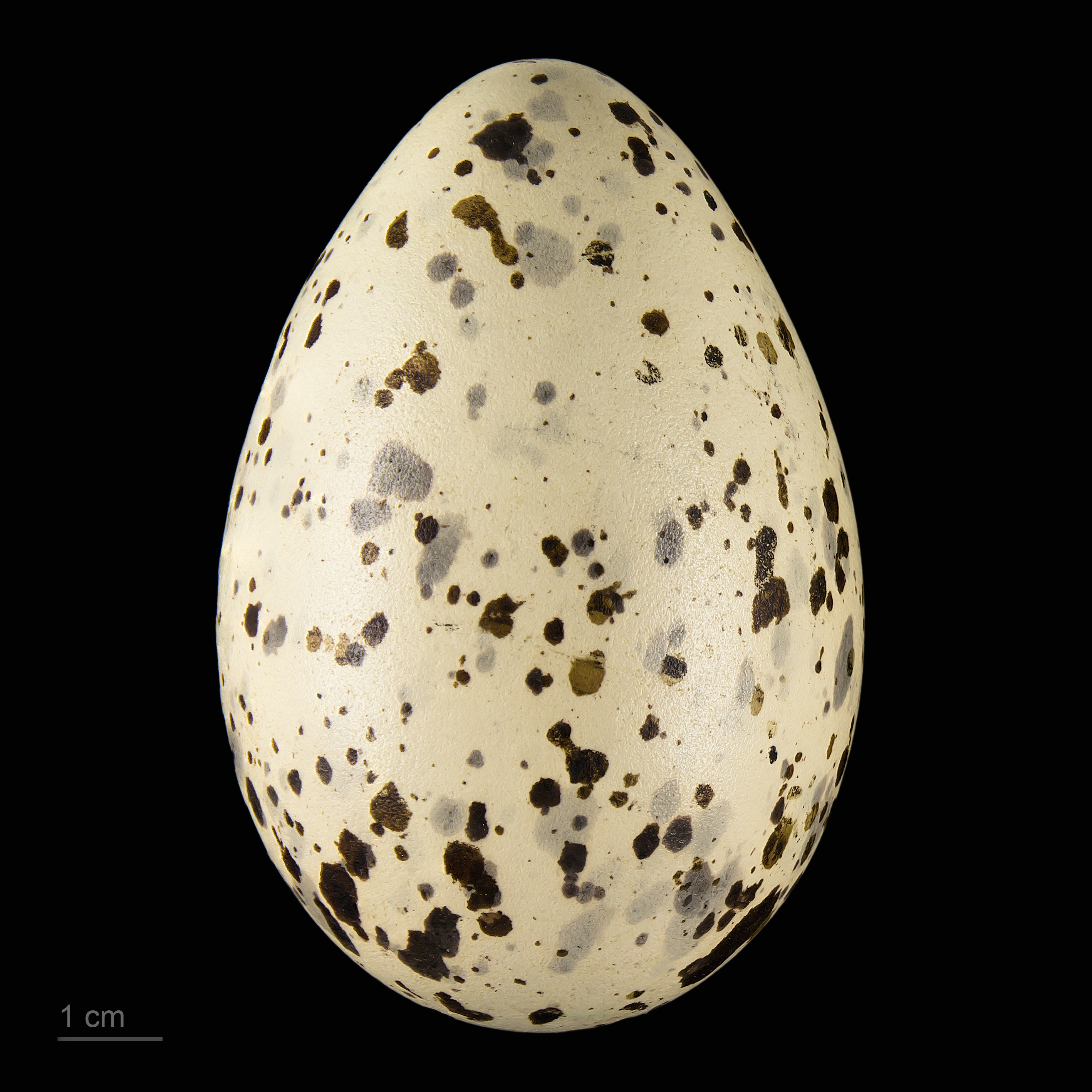
Ägg från svarthuvad trut.

## Taxonomi och systematik
Svarthuvad trut beskrevs taxonomiskt första gången 1773 av Peter Simon Pallas utifrån ett specimen infångat vid Kaspiska havet. Den behandlas som monotypisk, det vill säga att den inte delas in i några underarter.

### Släktestillhörighet
Länge placerades merparten av måsarna och trutarna i släktet Larus. Genetiska studier visar dock att arterna i Larus inte är varandras närmaste släktingar. Pons m.fl. (2005) föreslog att Larus bryts upp i ett antal mindre släkten, varvid svarthuvad trut placerades i Ichthyaetus. Amerikanska  American Ornithologists' Union (AOU) följde rekommendationerna i juli 2007. Brittiska British Ornithologists’s Union (BOU) liksom Sveriges ornitologiska förenings taxonomikommitté (SOF) valde dock initialt att behålla arterna urskilda i Ichthyaetus i Larus eftersom studier inte visar på några osteologiska skillnader släktena emellan. Efter att även de världsledande auktoriteterna Clements m.fl. och International Ornithological Congress IOC erkände Ichthyaetus följde även SOF (då under namnet BirdLife Sverige) efter 2017. BirdLife International inkluderar dock fortfarande Ichthyaetus i Larus.

## Ekologi

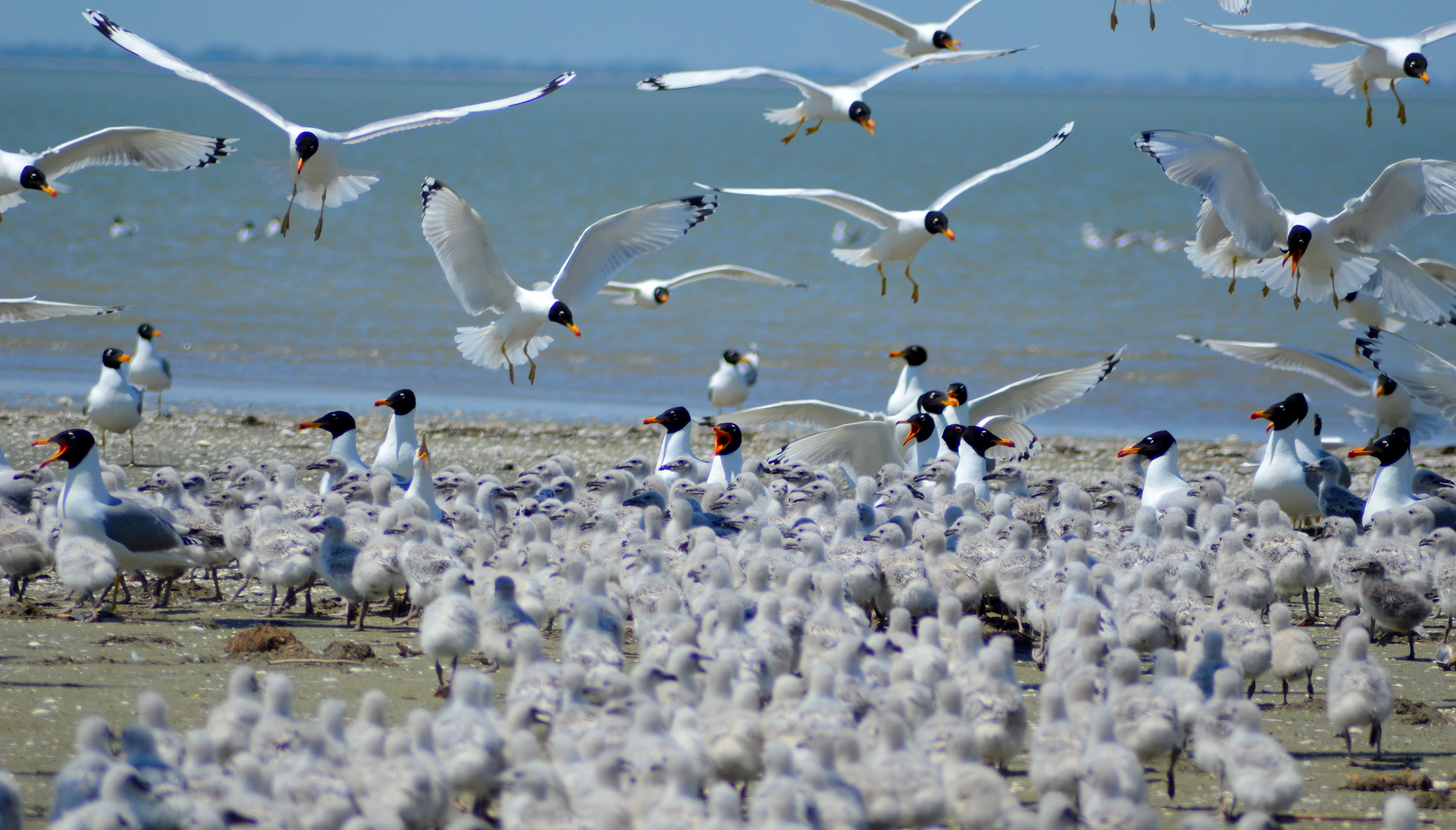
Häckningskoloni i Donaudeltat i Ukraina.

Svarthuvad trut häckar vid sötvatten i kolonier i våtmarker och på flacka öar. Arten påbörjar häckningen i början av april. Kolonierna består ofta av minst 10 par där 150–300 par är vanligt, i extremfall upp till 3 000 par. Det förekommer också att enstaka par häckar i kolonier med andra trutarter. Utanför häckningstid uppträder den ofta ensam eller i mindre grupper på tre till fyra individer men övernattar ofta i större grupper. Den placerar sitt bo direkt på marken och lägger två till fyra ägg. Den lever av fisk, kräftdjur, insekter och ibland även mindre däggdjur.

## Status och hot
Svarthuvad trut har ett mycket stort utbredningsområde och en stor global population, men minskar i antal. Den är bland annat är den numera utdöd i Turkmenistan. Minskningen bedöms dock vara så kraftig att den utgör ett hot mot arten. Utifrån dessa kriterier bedöms arten av IUCN vara livskraftig (LC).